# Saint-Martin-d'Estréaux
Saint-Martin-d'Estréaux é uma comuna francesa na região administrativa de Auvérnia-Ródano-Alpes, no departamento de Loire. Estende-se por uma área de 29,6 km². Em 2010 a comuna tinha 859 habitantes (densidade: 29 hab./km²).